# Limnonectes micrixalus
Limnonectes micrixalus är en groddjursart som först beskrevs av Taylor 1923.  Limnonectes micrixalus ingår i släktet Limnonectes och familjen Dicroglossidae. IUCN kategoriserar arten globalt som otillräckligt studerad. Inga underarter finns listade i Catalogue of Life.